# Preußische Uraufnahme

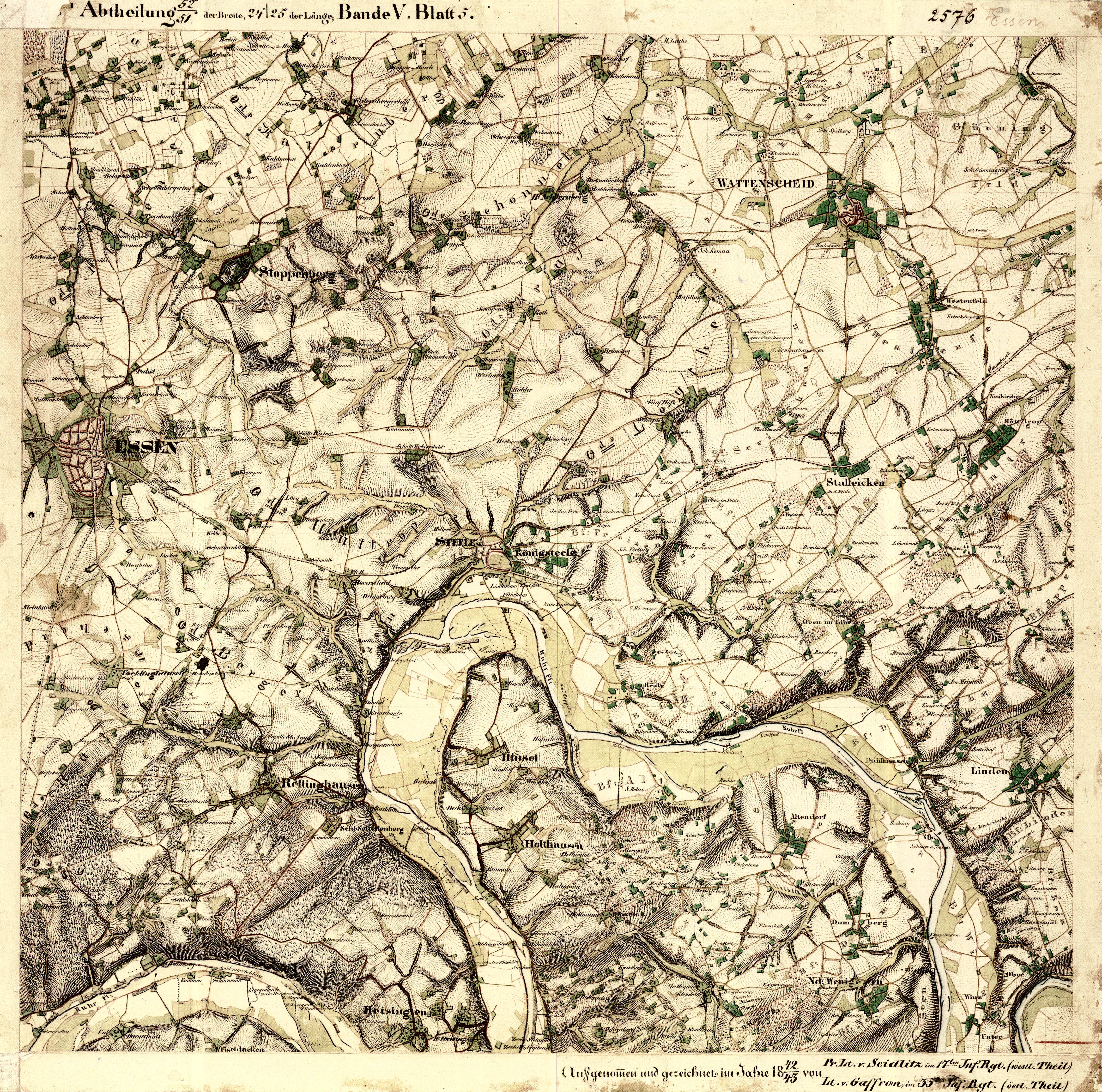
Essen, 1843

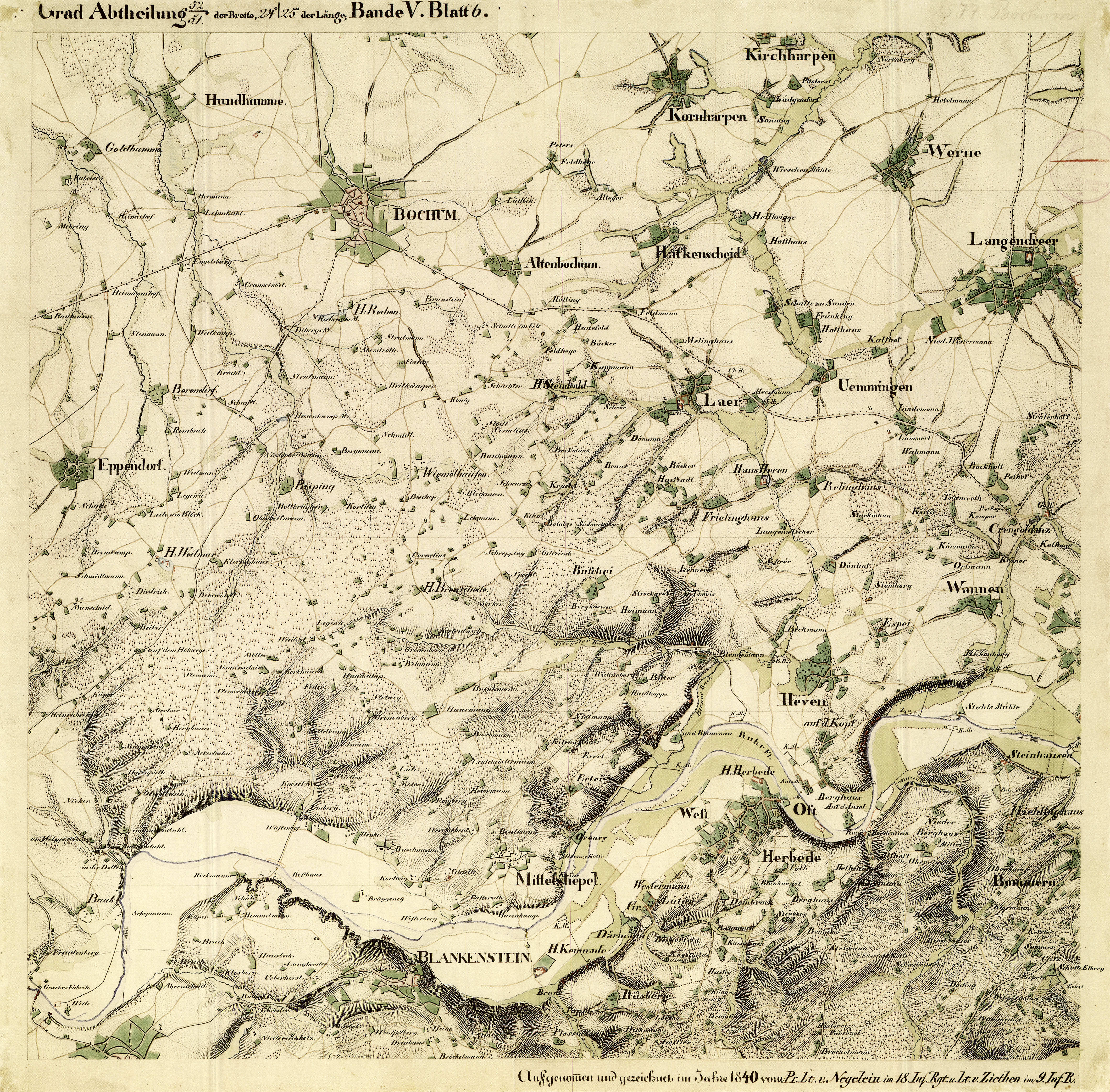
Bochum, 1840

Die Preußische Uraufnahme war eine Vermessung Preußens, die zwischen 1830 und 1865 vorgenommen wurde. Es entstand das Messtischblatt, ein Kartenwerk im Maßstab 1 : 25.000 (4 cm = 1 km). Grundlage für die Gestaltung war das „Musterblatt für die topographischen Arbeiten des königlich preußischen Generalstabes“ vom 1. März 1818. Seit 1821 wurden alle Arbeiten der Landesaufnahme unter dem Chef des Generalstabes der Armee, Karl von Müffling, zusammengefasst.
Ihren Namen Messtischblatt haben die Karten nach dem Messtisch, der für die Feldarbeit verwendet wurde. Fast sämtliche Karten wurden von Ingenieurgeographen erstellt. Die preußische Uraufnahme diente zunächst nur der Fortführung der Preußischen Generalstabskarte, sie wurde jedoch mit verbesserten Aufnahmeverfahren (genauere Richtungsmessung), nach einheitlichen Regeln und im einheitlichen Maßstab 1 : 25.000 durchgeführt. Verwendet wurden Böschungsschraffen zur Geländedarstellung, ab 1846 Höhenschichtlinien.
Erst ab 1868 wurden die Karten in einfarbiger Ausgabe veröffentlicht, unter anderem auf Druck von ziviler Seite, die diese Kartenwerke zur besseren Planung für den Straßen- und Eisenbahnbau forderte. Die farbigen Originale befinden sich in der Staatsbibliothek zu Berlin (vor der Deutschen Wiedervereinigung: Deutsche Staatsbibliothek in Ost-Berlin).
Ab 1875 erfolgte die Preußische Neuaufnahme.